# Polia calabrica
Polia calabrica là một loài bướm đêm trong họ Noctuidae.